# EOS SAT-1
EOS SAT-1 es un satélite de observación terrestre óptico para la monitorización de las tierras agrícolas creado por EOS Data Analytics, Inc. (en adelante — EOS Data Analytics), proveedor mundial de análisis de imágenes de satélite impulsados mediante IA. El satélite fue construido por el fabricante de instrumentos de óptica espacial y satélites Dragonfly Aerospace y equipado con dos cámaras DragonEye de alta resolución.
El satélite opera dentro de la constelación EOS SAT, la primera constelación de satélites centrada en la agricultura entre las empresas que utilizan tecnología de teledetección.

## Información general
EOS SAT-1 ha sido desarrollado por EOS Data Analytics, proveedor mundial de análisis de imágenes de satélite impulsados mediante IA, empresa fundada por Max Polyakov. Es el primer satélite de la constelación EOS SAT, propiedad de la empresa, que tendrá una capacidad diaria de obtención de imágenes de hasta un millón de kilómetros cuadrados y captará imágenes en 11 bandas espectrales relacionadas con la agricultura. Las cámaras del satélite producirán imágenes pancromáticas y multiespectrales.
Incluso con un solo satélite de este tipo en el espacio, EOSDA permite a sus clientes liberar el potencial de aplicación de prácticas de agricultura de precisión, lo que se traduce además en una reducción de las emisiones de CO2, una disminución del consumo de energía y agua y más beneficios.
Una vez plenamente operativos, los siete pequeños satélites ópticos EOS SAT cubrirán el 100% de los países con mayor superficie agrícola y forestal, lo que supone el 98,5% de dichas tierras en el mundo. La constelación de satélites monitorizará hasta 12 millones de kilómetros cuadrados al día.

## Producción
EOS SAT-1 fue construido por el fabricante de satélites e instrumentos de óptica espacial Dragonfly Aerospace y equipado con dos cámaras DragonEye de alta resolución.
El motor del satélite fue diseñado por SETS (Space Electric Thruster Systems) y Flight Control Propulsion se encargó de la impresión en 3D de los componentes y la fabricación de los elementos del cuerpo. El satélite operará en una órbita heliosincrónica, proporcionando imágenes constantes de la superficie de la Tierra iluminada por el sol.
EOS Data Analytics obtendrá imágenes de satélite para procesarlas posteriormente y proporcionar a los clientes datos de calidad que les permitan tomar decisiones con conocimiento de causa en el sector agrícola.

## Aplicaciones
El satélite EOS SAT-1 está diseñado para observar la superficie terrestre en los espectros óptico e infrarrojo. Se trata del primer satélite de la constelación encargado específicamente de monitorizar las tierras agrícolas y forestales.
La utilización de la tecnología del satélite tiene el potencial de:
1. Prevenir el uso excesivo de pesticidas y fertilizantes
2. Reducir el desperdicio de alimentos
3. Abordar los efectos del cambio climático en las tierras agrícolas y forestales
4. Tomar mejores decisiones basadas en los datos satelitales obtenidos para paliar la crisis alimentaria
5. Reducir las emisiones agrícolas de CO2, optimizando las prácticas agrícolas.

La teledetección por satélite EOS SAT-1 tiene como objetivo establecer un nuevo enfoque sostenible de la agricultura en consonancia con los 6 pilares de los Objetivos de Desarrollo Sostenible (ODG) de la ONU: 
1. Combatir el cambio climático y sus consecuencias
2. Desarrollar una infraestructura sólida y aplicar innovaciones
3. Garantizar la disponibilidad y el uso sostenible del agua y su saneamiento para todos
4. Garantizar modelos de consumo y producción sostenibles
5. Acabar con el hambre
6. Proteger y restaurar los ecosistemas terrestres

## Especificaciones técnicas
Una sola imagen del satélite EOS SAT-1 cubre un territorio de 42 km de ancho y puede superar 1 km de largo. La altitud de la órbita sincrónica solar del satélite es de 520-560 km.
Potencia media de la órbita: 140 W.
Vida útil del diseño: 5-7 años.
Masa: 176.6400 kg.
Tensión del bus: 24.5 — 33.6 V.
Resolución GSD (ground sample distance):
- pancromática 1.4 m
- multispectral 2.8 m

Anchura del barrido: 2 cargas útiles ópticas con un ancho de banda de 44 km a una altitud de 500 km.
Bandas espectrales — 11 bandas relacionadas con la agricultura:
- RGB
- 2 bandas NIR
- 3 bandas RedEdge
- WaterVapor
- Aerosol
- Pancromática

## Lanzamiento
El satélite fue lanzado el 3 de enero de 2023 en el marco de la misión Transporter-6 de SpaceX. El cohete Falcon 9 despegó desde la Estación de la Fuerza Espacial de Cabo Cañaveral (Cape Canaveral Space Force Station - CCSFS) y puso en órbita 114 naves espaciales, entre ellas el satélite EOS SAT-1.

## Progreso de la misión
Desde su puesta en órbita terrestre baja, el satélite EOS SAT-1 ha establecido contacto y enviado telemetría y datos sobre el estado de sus sistemas a la Tierra/.
El satélite está siendo sometido a pruebas durante 3 meses antes de ser plenamente operativo. EOS Data Analytics tiene previsto proporcionar las primeras imágenes del satélite EOS SAT-1 en abril de 2023/.